# ATC G03 – Nemi hormonok és a genitális rendszer modulátorai
Az ATC G03 – Nemi hormonok és a genitális rendszer modulátorai a gyógyszerek anatómiai, gyógyászati és kémiai osztályozási rendszerének (ATC) egyik alcsoportja.
| ATC G   | Urogenitális rendszer és nemi hormonok                             |
| ------- | ------------------------------------------------------------------ |
| ATC G01 | Nőgyógyászatban használt fertőzés elleni szerek és antiszeptikumok |
| ATC G02 | Egyéb nőgyógyászati készítmények                                   |
| ATC G03 | Nemi hormonok és a genitális rendszer modulátorai                  |
| ATC G04 | Urológiai készítmények                                             |

## G03A 	Hormonális szisztémás fogamzásgátlók

### G03AA Progesztogének és ösztrogének, fix kombinációk
G03AA01 Etynodiol és ösztrogén
G03AA02 Quingestanol és ösztrogén
G03AA03 Lynestrenol és ösztrogén
G03AA04 Megestrol és ösztrogén
G03AA05 Norethisterone és ösztrogén
G03AA06 Norgestrel és ösztrogén
G03AA07 Levonorgestrel és ösztrogén
G03AA08 Medroxyprogesterone és ösztrogén
G03AA09 Desogestrel és ösztrogén
G03AA10 Gestodene és ösztrogén
G03AA11 Norgestimate és ösztrogén
G03AA12 Drospirenone és ösztrogén
G03AA13 Norelgestromin és ösztrogén
G03AA14 Nomegestrol és estradiol
G03AA15 Chlormadinone és ethinylestradiol
G03AA16 Dienogest és ethinylestradiol

### G03AB 	Progesztogének és ösztrogének, szekvenciális készítmények
G03AB01 Megestrol és ösztrogén
G03AB02 Lynestrenol és ösztrogén
G03AB03 Levonorgestrel és ösztrogén
G03AB04 Norethisterone és ösztrogén
G03AB05 Desogestrel és ösztrogén
G03AB06 Gestodene és ösztrogén
G03AB07 Chlormadinone és ösztrogén
G03AB08 Dienogest és ösztradiol

### G03AC 	Progesztogének
G03AC01 Norethisterone
G03AC02 Lynestrenol
G03AC03 Levonorgestrel
G03AC04 Quingestanol
G03AC05 Megestrol
G03AC06 Medroxyprogesterone
G03AC07 Norgestrienone
G03AC08 Etonogestrel
G03AC09 Desogestrel

### G03ADSürgősségi fogamzásgátlók
G03AD01 Levonorgestrel
G03AD02 Ulipristal

## G03B 	Androgének

### G03BA 3-oxoandroszten (4) származékai
G03BA01 Fluoxymesterone
G03BA02 Methyltestosterone
G03BA03 Testosterone

### G03BB 	5-androsztanon (3) származékai
G03BB01 Mesterolone
G03BB02 Androstanolone

## G03C 	Ösztrogének

### G03CA Természetes és félszintetikus ösztrogének önmagukban
G03CA01 Ethinylestradiol
G03CA03 Estradiol
G03CA04 Estriol
G03CA06 Chlorotrianisene
G03CA07 Estrone
G03CA09 Promestriene
G03CA53 Estradiol, combinations
G03CA57 Conjugated estrogens

### G03CBSzintetikus ösztrogének önmagukban
| G03CB01 | Dienesztrol         | Dienestrol         | Dienestrolum         |
| G03CB02 | Dietilsztilbesztrol | Diethylstilbestrol | Diethylstilbestrolum |
| G03CB03 | Metallenesztril     | Methallenestril    |                      |
| G03CB04 | Moxesztrol          | Moxestrol          |                      |

### G03CCÖsztrogének kombinációi egyéb gyógyszerekkel
| G03CC02 | Dienesztrol         | Dienesztrol         | Dienestrol         | Dienestrolum         |
| G03CC03 | Metallenesztril     | Metallenesztril     | Methallenestril    |                      |
| G03CC04 | Esztron             | Esztron             | Estrone            |                      |
| G03CC05 | Dietilsztilbesztrol | Dietilsztilbesztrol | Diethylstilbestrol | Diethylstilbestrolum |
| G03CC06 | Esztriol            | Esztriol            | Estriol            | Estriolum            |

### G03CX Egyéb ösztrogének
G03CX01 Tibolone

## G03D 	Progesztogének

### G03DA 	Pregnén (4) származékok
G03DA01 Gestonorone
G03DA02 Medroxyprogesterone
G03DA03 Hydroxyprogesterone
G03DA04 Progesterone

### G03DB 	Pregnadién-származékok
G03DB01 Dydrogesterone
G03DB02 Megestrol
G03DB03 Medrogestone
G03DB04 Nomegestrol
G03DB05 Demegestone
G03DB06 Chlormadinone
G03DB07 Promegestone
G03DB08 Dienogest

### G03DC 	Ösztron származékok
G03DC01 Allylestrenol
G03DC02 Norethisterone
G03DC03 Lynestrenol
G03DC04 Ethisterone
G03DC06 Etynodiol
G03DC31 Methylestrenolone

## G03E Androgens and female sex hormones in combination

### G03EA Androgens és ösztrogéns
G03EA01 Methyltestosterone és ösztrogén
G03EA02 Testosterone és ösztrogén
G03EA03 Prasterone és ösztrogén

### G03EK Androgens and female sex hormones in combination with other drugs
G03EK01 Methyltestosterone

## G03F 	Progesztogének és ösztrogének kombinációi

### G03FA Progesztogének és ösztrogének kombinációi
G03FA01 Norethisterone és ösztrogén
G03FA02 Hydroxyprogesterone és ösztrogén
G03FA03 Ethisterone és ösztrogén
G03FA04 Progesterone és ösztrogén
G03FA05 Methylnortestosterone és ösztrogén
G03FA06 Etynodiol és ösztrogén
G03FA07 Lynestrenol és ösztrogén
G03FA08 Megestrol és ösztrogén
G03FA09 Noretynodrel és ösztrogén
G03FA10 Norgestrel és ösztrogén
G03FA11 Levonorgestrel és ösztrogén
G03FA12 Medroxyprogesterone és ösztrogén
G03FA13 Norgestimate és ösztrogén
G03FA14 Dydrogesterone és ösztrogén
G03FA15 Dienogest és ösztrogén
G03FA16 Trimegestone és ösztrogén
G03FA17 Drospirenone és ösztrogén

### G03FB Progesztogének és ösztrogének, szekvenciális készítmények
G03FB01 Norgestrel és ösztrogén
G03FB02 Lynestrenol és ösztrogén
G03FB03 Chlormadinone és ösztrogén
G03FB04 Megestrol és ösztrogén
G03FB05 Norethisterone és ösztrogén
G03FB06 Medroxyprogesterone és ösztrogén
G03FB07 Medrogestone és ösztrogén
G03FB08 Dydrogesterone és ösztrogén
G03FB09 Levonorgestrel és ösztrogén
G03FB10 Desogestrel és ösztrogén
G03FB11 Trimegestone és ösztrogén
G03FB12 Nomegestrol és ösztrogén

## G03G 	Gonadotropinok és egyéb ovuláció-stimulálók

### G03GA 	Gonadotropinok
G03GA01 Chorionic gonadotrophin
G03GA02 Human menopausal gonadotrophin
G03GA03 Serum gonadotrophin
G03GA04 Urofollitropin
G03GA05 Follitropin alfa
G03GA06 Follitropin beta
G03GA07 Lutropin alfa
G03GA08 Choriogonadotropin alfa
G03GA09  Corifollitropin alfa
G03GA30 Kombinációk

### G03GB Szintetikus ovuláció-stimulálók
| G03GB01 | Ciklofenil  | Cyclofenil |                  |
| G03GB02 | Klomifen    | Clomifene  | Clomifeni citras |
| G03GB03 | Epimesztrol | Epimestrol |                  |

## G03H 	Antiadrogének

### G03HA Antiandrogének önmagukban
| G03HA01 | Ciproteron | Cyproterone |

### G03HB 	Antiandrogének és ösztrogének
G03HB01 Ciproteron és ösztrogén

## G03X Egyéb nemi hormonok és a genitális rendszer modulátorai

### G03XA Antigonadotropinok és hasonló szerek
G03XA01 Danazol
G03XA02 Gestrinone

### G03XB Antiprogestogens
| G03XB01 | Mifepriszton             | Mifepristone             |
| G03XB02 | Uliprisztál              | Ulipristal               |
| G03XB51 | Mifepriszton kombinációk | Mifepriszton kombinációk |

### G03XC 	Szelektív ösztrogén-receptor modulátorok
| G03XC01 | Raloxifen   | Raloxifene   |
| G03XC02 | Bazedoxifen | Bazedoxifene |
| G03XC03 | Lazofoxifen | Lasofoxifene |
| G03XC04 | Ormeloxifen | Ormeloxifen  |
| G03XC05 | Oszpemifen  | Ospemifene   |